# Open GDF Suez 2012
Open GDF Suez 2012 var en professionel tennisturnering for kvinder, som blev spillet indendørs på hardcourts. Det var den 20. udgave af turnerungen som var en del af WTA Tour 2012 og ATP Tour 2012. Turneringen blev afviklet i Paris, Frankrig, fra 4. februar til 12. februar 2012.

## Finalerne

### Damesingle
Uddybende artikel: Open GDF Suez 2012 (damesingle)
 Angelique Kerber –  Marion Bartoli, 7–6(7–3), 5–7, 6–3
- Det var Kerber's første titel i karrieren. Hun blev den første tyske vinder af turneringen siden Steffi Graf i 1995.

### Damedouble
Uddybende artikel: Open GDF Suez 2012 (damedouble)
 Liezel Huber  /  Lisa Raymond –  Anna-Lena Grönefeld  /  Petra Martić, 7–6(7–3), 6–1